# Костадин Гергинов
Костадин Гергинов е бивш български и международен футболен съдия и футболен функционер, мениджър на Съдийската комисия към БФС.

## Биография
Завършва ВТУ „Тодор Каблешков“ през 1975 г. и курсовете за Футболен съдия през 1978 г.
Съдия в професионалния футбол от 1980 до 1999 г. (до навършване на 45-годишна възраст). Международен съдия от 1992 до 1999 г. с 45 международни мача, сред които и мачове за Купата на УЕФА (сега Лига Европа).
Съдия в „А“ РФГ от 1986 до 1999 г. има ръководени 114 мача. След завършване на активна съдийска дейност през 2000 г. става член на Съдийската комисия/СК/ на БФС с председател Георги Камишев.
През 2002 г. е назначен за секретар на СК до 2004 г. В периода 2008 – 2009 г. е заместник-председател на СК на БФС. През 2004 г. постъпва във фирма „Мото Пфое“ където работи като мениджър на отдел за продажба на употребявани автомобили.
През 2010 г. е поканен в Лисабон на семинар за съдийски наблюдатели на УЕФА, където оправдава оказаното му доверие и от 2011 г. е включен в листата на съдийските наблюдатели на УЕФА, където има мачове и в Лига Европа – групова фаза.